# Campeonato Mundial de Ginástica Artística de 2010 - Salto sobre a mesa feminino
A competição de salto sobre a mesa feminino do Campeonato Mundial de Ginástica Artística de 2010 teve sua final disputada no dia 23 de outubro. A qualificatória que definiu as ginastas finalistas foi disputada em 16 e 17 de outubro.

## Medalhistas
| Ouro   | USA Alicia Sacramone |
| Prata  | RUS Aliya Mustafina  |
| Bronze | BRA Jade Barbosa     |

## Resultados

### Qualificatória
Esses são os resultados da qualificatória.
| Pos. | Ginasta                 | Total  | Nota |
| ---- | ----------------------- | ------ | ---- |
| 1    | RUS Aliya Mustafina     | 15,283 | Q    |
| 2    | USA Alicia Sacramone    | 15,266 | Q    |
| 3    | BRA Jade Barbosa        | 14,633 | Q    |
| 4    | RUS Ekaterina Kurbatova | 14,633 | Q    |
| 5    | SUI Ariella Kaeslin     | 14,603 | Q    |
| 6    | RUS Tatiana Nabieva     | 14,566 |      |
| 7    | KOR Jo Hyunjoo          | 14,250 | Q    |
| 8    | GBR Imogen Cairns       | 14,195 | Q    |
| 9    | ROU Diana Chelaru       | 14,016 | Q    |
| 10   | CHN Huang Qiushuang     | 14,016 | R    |
| 11   | MEX Yolanda Estrada     | 13,899 | R    |
| 12   | GBR Nicole Hibbert      | 13,866 | R    |

- Q - qualificada para a final
- R - reserva

### Final
Esses são os resultados da final.
| Pos. | Ginasta              | Salto 1 | Salto 1 | Salto 1 | Salto 1 | Salto 2 | Salto 2 | Salto 2 | Salto 2 | Total  |
| Pos. | Ginasta              | Nota D  | Nota E  | Pen.    | Total   | Nota D  | Nota E  | Pen.    | Total   | Total  |
| ---- | -------------------- | ------- | ------- | ------- | ------- | ------- | ------- | ------- | ------- | ------ |
|      | USA Alicia Sacramone | 6,300   | 9,100   |         | 15,400  | 5,800   | 9,200   |         | 15,000  | 15,200 |
|      | RUS Aliya Mustafina  | 6,500   | 9,223   |         | 15,733  | 5,700   | 8,800   | 0,1     | 14,400  | 15,066 |
|      | BRA Jade Barbosa     | 5,800   | 9,133   |         | 14,933  | 5,600   | 9,066   |         | 14,666  | 14,799 |
| 4    | SUI Ariella Kaeslin  | 6,300   | 8,866   |         | 15,166  | 5,800   | 8,700   | 0,1     | 14,400  | 14,783 |
| 5    | RUS Tatiana Nabieva  | 5,800   | 8,933   |         | 14,733  | 5,700   | 8,866   | 0,1     | 14,466  | 14,599 |
| 6    | KOR Jo Hyunjoo       | 5,600   | 8,700   |         | 14,300  | 5,800   | 8,866   |         | 14,666  | 14,483 |
| 7    | ROU Diana Chelaru    | 5,800   | 8,900   |         | 14,700  | 4,800   | 8,633   |         | 13,433  | 14,066 |
| 8    | GBR Imogen Cairns    | 5,300   | 9,133   |         | 14,433  | 4,800   | 8,766   |         | 13,566  | 13,999 |